# Лонгэр, Уильям
Уильям Лонгэр (англ. William Longair; 19 июля 1870 — 28 ноября 1926), также известный как Билли Лонгэр (англ. Billy Longair)  — шотландский футболист, хавбек.

## Футбольная карьера
Уроженец Данди, начал играть в футбол в местных клубах «Рокуэлл» и «Данди Ист Энд». В 1893 году, когда был основан футбольный клуб «Данди», стал его игроком. Был капитаном «Данди» в первом в истории клуба футбольном матче против «Рейнджерс». В следующем году стал одним из трёх игроков «Данди», вызванных в национальную сборную Шотландии, сыграв в матче против сборной Ирландии 31 марта 1894 года в рамках домашнего чемпионата Британии (двумя другими игроками «Данди» в том матче стали вратарь Фрэнк Барретт и левый вингер Сэнди Кейллор). За два сезона провёл за «Данди» 34 матча и забил 1 мяч.
В феврале 1895 года перешёл в английский клуб «Ньютон Хит» из Манчестера. Провёл за «язычников» только 1 официальный матч, сыграв 20 апреля 1895 года против «Ноттс Каунти». Пробыв в клубе только 4 месяца, уже в июне 1895 года вернулся в «Данди», где провёл ещё один сезон, сыграв 16 матчей и забив 1 мяч.
В ноябре 1895 года перешёл в английский клуб «Бернли», за который провёл 12 матчей. В феврале 1896 года перешёл в «Сандерленд», за который провёл 2 матча. В ноябре 1896 года вновь вернулся в «Бернли». В мае 1897 года вновь вернулся в «Данди», где провёл сезон 1897/98, сыграв в 10 матчах.
В 1898 году перешёл в новообразованный английский клуб «Брайтон Юнайтед», где сразу был назначен капитаном. Провёл за клуб 22 матча и забил 2 мяча в Южной футбольной лиге.
В мае 1899 года вернулся в «Данди», где выступал на протяжении трёх последующих сезонов, сыграв за команду ещё 54 матча и забив 2 мяча. Завершил карьеру игрока в 1902 году. В дальнейшем долгое время работал в тренерском штабе «Данди».

## Личная жизнь
Его дядя, которого также звали Уильям Лонгэр, был лордом-провостом города Данди с 1905 по 1908 год.

## Наследие
3 апреля 2009 года Лонгэр был включён в Зал славы футбольного клуба «Данди».

Уильям «Плам» Лонгэр служил клубу 33 года и был его капитаном в самом первом матче в 1893 году против «Рейнджерс» в 1893 года на «Уэст Крэги Парк». Он провёл за клуб более 100 матчей и принёс клубу международное признание, став первым игроком «Данди», вызванным в национальную сборную, когда сыграл против Уэльса в 1894 году. После завершения игровой карьеры он помогал тренировать команду, в том числе команду, выигравшую Кубок Шотландии в 1910 году. За 20 лет тренерской работы он не пропустил ни одной игры.
После его смерти в 1926 году около 20 тысяч человек вышли на улицы, когда гроб с его телом везли из его дома на Виктория-стрит к Восточному кладбищу, чтобы почтить память одного из величайших футбольных личностей в ранней футбольной истории города.